# 황쭝쉰
황쭝쉰(중국어: 黃宗迅, 병음: Huáng Zōngxùn, 한자음: 황종신, 영어: Huang Tsung Hsing, 1920년 5월 27일 ~ 1976년 10월 28일)는 중국의 홍콩 영화 배우이다.

## 출연 작품

### 영화
- 1967년 《대자객》
- 1967년 《의리의 사나이 외팔이》
- 1969년 《돌아온외팔이》
- 1969년 《독룡담》
- 1969년 《용문금검》
- 1970년 《트웰브 골드 메달리온》
- 1971년 《당산대형》
- 1972년 《맹룡과강》 왕 주방장 역
- 1972년 《14인의 여걸》
- 1972년 《정무문》
- 1973년 《마로소영웅》